# Madurella grisea
Madurella grisea är en svampart som beskrevs av J.E. Mackinnon, Ferrada & Montem. 1949. Madurella grisea ingår i släktet Madurella, ordningen Sordariales, klassen Sordariomycetes, divisionen sporsäcksvampar och riket svampar.   Inga underarter finns listade i Catalogue of Life.

## Bildgalleri

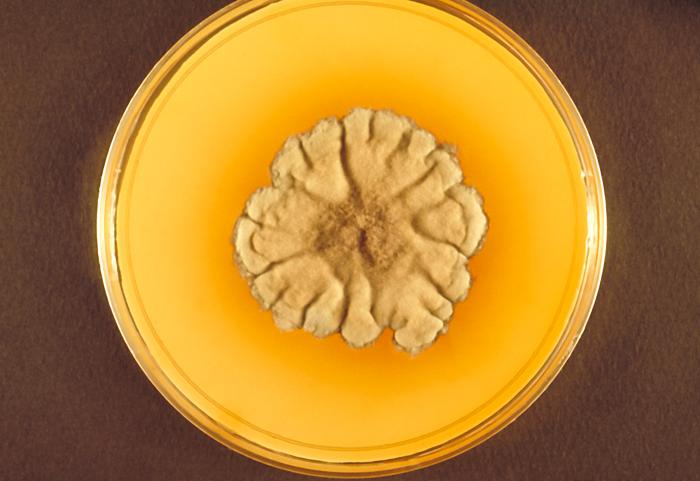